# Áreas protegidas de Ruanda

Mapa de Ruanda. Al este puede verse el Parque nacional de Akagera. En el noroeste se halla el Parque nacional de los Volcanes y al sudeste del lago Kivu, se halla el bosque de Nyungwe.

En Ruanda hay 10 áreas protegidas que ocupan una extensión de 2320 km², el 9,11% de los 25,452 km² del país. De estas, 3 son parques nacionales, 2 son reservas forestales y otras tres son humedales. De estos, el complejo Rugezi-Burera-Ruhondo es un sitio Ramsar. El Parque nacional de los Volcanes es también reserva de la biosfera de la Unesco.

## Parques nacionales

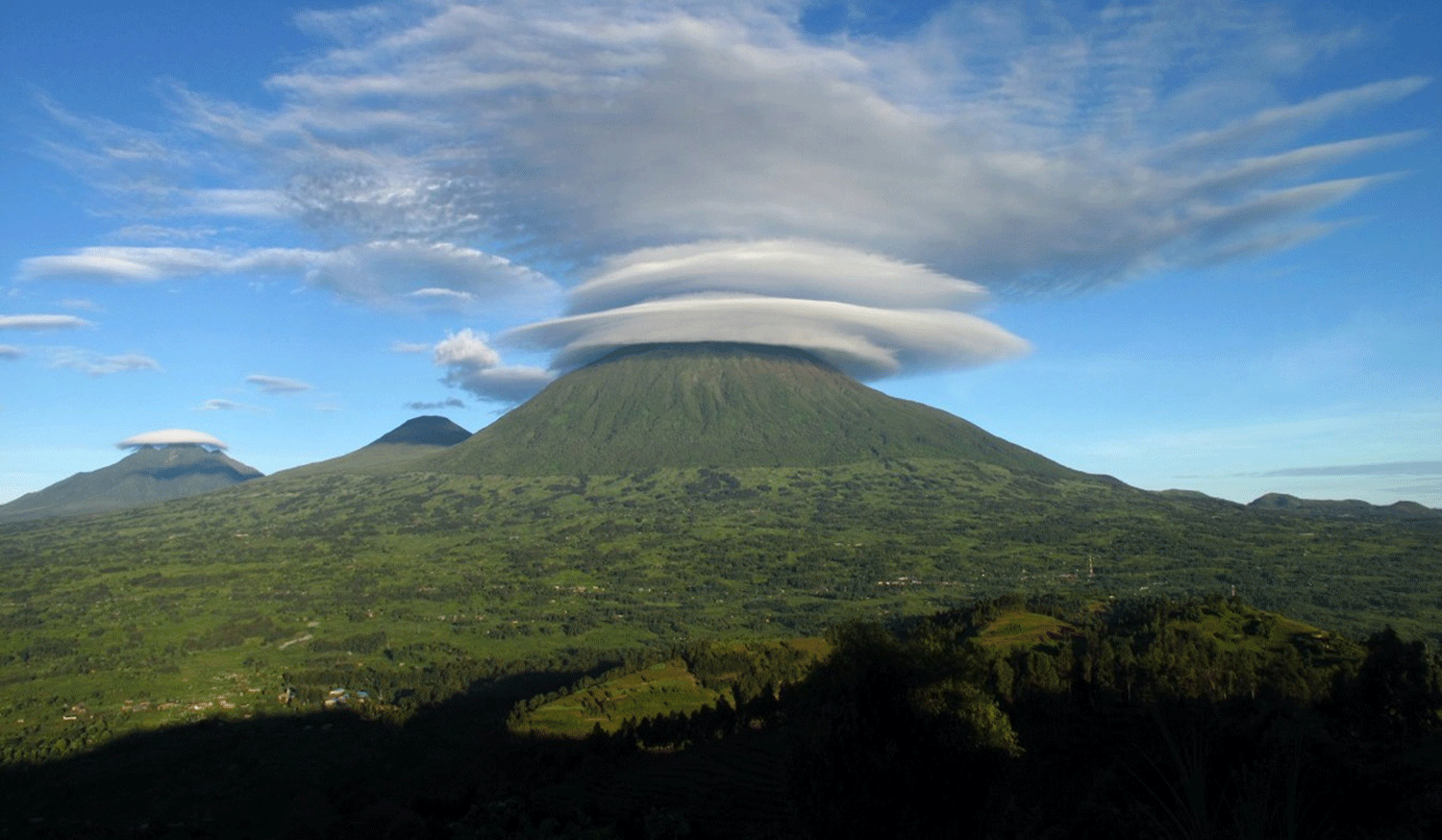
Monte Bisoke, de 3711 m, en el Parque nacional de los Volcanes, en Ruanda

Hay tres zonas protegidas en Ruanda con la denominación de parque nacional. Son gestionadas por el Rwanda Development Board, que se encarga del mantenimiento y la infraestructura turística.
- Parque nacional de Akagera, creado en 1934, 1.200 km², así llamado por el río Kagera que marca la frontera oriental de Ruanda con Tanzania. El parque ocupa la parte central de la zona fronteriza desde el lago Ihema hacia el norte. La cuenca del río, por su lado izquierdo, está formada por una serie de humedales y sabana con numerosos lagos, entre ellos, los lagos Kivumba, Hago, Mihindi, con la llamada Playa de los hipopótamos, y Rwanyakizinga. Al norte, al otro lado de la frontera, la protección continúa en la Reserva de caza de Ibanda, en Tanzania. Al sur, también en Tanzania, se encuentra la Reserva de caza de Kimisi. El parque tiene una abundante fauna entre la que se encuentran los cinco grandes de África, además de jirafas, hienas, leopardos, cocodrilos, etc., y más de 500 especies de aves.[1]

- Parque nacional de Nyungwe, creado en 2004, tiene 970 km². es el bosque lluvioso de montaña mejor conservado de África, en el sur de Ruanda, a caballo de la divisoria Congo-Nilo. Posee bosque lluvioso, bambúes, pastizales, pantanos y turberas. Se encuentran aquí 13 especies de primates, entre ellos chimpancés y colobos. El parque alcanza los 3.000 m de altura.[2] Por el sur, colinda con el Parque nacional de Kibira, en Burundi, de 400 km².[3]

- Parque nacional de los Volcanes (01°21' a 01°35'S; 29°22' a 29°44'E), creado en 1929 tiene 125 km². Se encuentra en el noroeste de Ruanda y ocupa cinco de los ocho volcanes que conforman las montañas Virunga. Está unido al Parque nacional de Virunga, en la República Democrática del Congo, y el Parque nacional del Gorila de Mgahinga, en Uganda. Se creó como un refugio para los gorilas de montaña. Fue el primer parque nacional de África y base de la zoóloga Dian Fossey. La vegetación varía con la altitud. Entre 2.500 y 3.200 m domina el bambú alpino africano, Neoboutonia y los bosques de Hagenia abyssinica y Hypericum. Por encima de 4.300 m solo hay prados.[4] Es también reserva de la Biosfera de la Unesco. Los volcanes pleistocénicos forman parte de la divisoria de aguas entre los ríos Nilo y Congo. Las zonas bajas son preferentemente usadas para la agricultura, y toda la región se enfrenta al problema de la sobrepoblación y la pobreza, con la amenaza consiguiente a los gorilas y la tala ilegal de madera y bambú, además del sobrepastoreo.[5]

## Reservas forestales

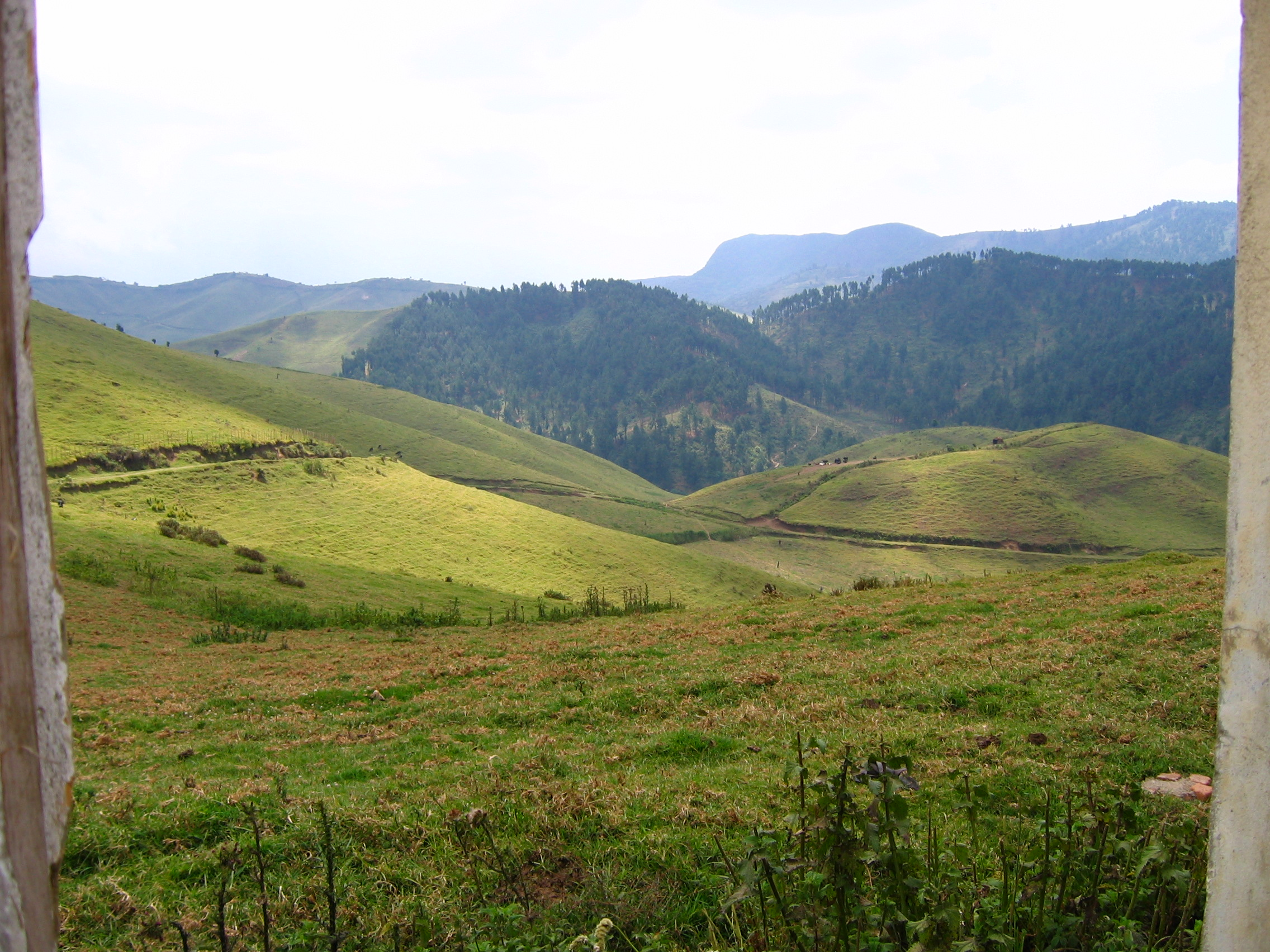
Las colinas de Gishwati en 2004

Los bosques naturales jalonan la divisoria Congo-Nilo de norte a sur en cuatro macizos forestales principales: el bosque de los volcanes (150 km² de 2400 a 2700 m de altitud, en el Parque nacional de los Volcanes; el bosque de Gishwati (unos 280 km² en 1992, entre 2000 y 2990 m), el bosque de Mukura (unos 20 km² entre 2300 y 2700 m) y el bosque de Nyungwe (unos 970 km² entre 1700 y 2950 m). Otros tres bosques de muy pequeño tamaño que son reliquias serían el bosque residual de Sanza (20 ha entre 1600 y 1650 m), el bosque relicto de Busaga (151 ha entre 1900 y 2000 m) y el bosque natural relicto de Cyamudongo (300 ha entre 1700 y 2140 m), todos ellos en 2000. (un espacio relicto en este caso es un espacio no ocupado ni afectado por la explotación sistemática del ser humano y que subsiste todavía en estado natural o modificado, que en Ruanda serían los bosques de la divisoria de aguas, algunas formaciones de sabana y algunos bosques de galería en el este y sudeste de Ruanda).
- Bosque de Gishwati, en el noroeste de Ruanda, al este del lago Kivu. Un bosque virgen que en 1978 ocupaba unos 1.000 km² y que en 2002 ya solo ocupaba 6 km², después de la rápida deforestación producida por la crisis de refugiados debida al genocidio de Ruanda en 1994, cuando ya el bosque ocupaba solo unos 280 km². Una multitud ocupó el bosque huyendo y sobrevivió de la agricultura de subsistencia, Actualmente, la mayor parte del centro del bosque son plantaciones de té, y el resto plantaciones de pinos y eucaliptos. Finalmente se consiguió restaurar unos 2500 acres, unos 12 km² más. Y en 2008, la Great Ape Trust[7] de Iowa inició un proyecto para conectar la zona con el parque nacional de Nyungwe, mucho más extenso, al sur del país.[8]

- Bosque de Mukura, 20 km² en 2000, a continuación del macizo de Gishwati, entre 2000 y 2990 m, fuertemente degradado por la actividad humana. En gran parte secundario, está dominado por Neoboutonia en especial, aunque en algunos valles subsisten agrupaciones densas de Parinari excelsa, Symphonia globulifera, Podocarpus etc., que recuerdan el bosque primario. Importante como fuente de agua, podrían subsistir animales como el damán arborícola, el serval, el gato salvaje, la gineta, la civeta, el chacal y, poco probable, el leopardo.[9][10]

## Humedales

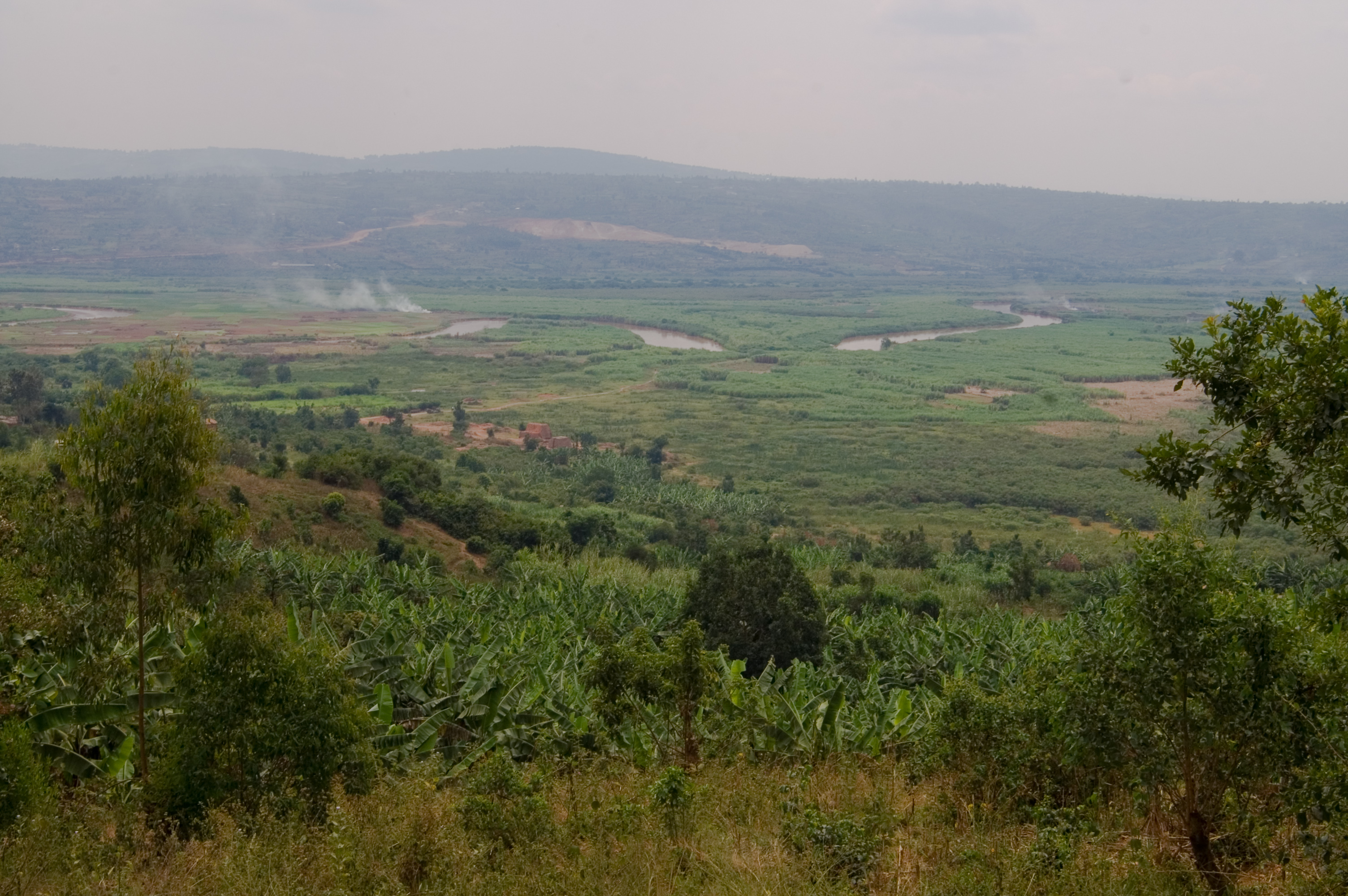
El río Nyabarongo y sus humedales en Ruanda.

Aproximadamente, 92.000 ha de humedales (920 km²) se utilizan en Ruanda como zona agrícola. Los granjeros plantan maíz y boniatos en las orillas de los humedales. El fondo se usa para el ganado cuando las colinas se secan, y también cultivan papiro como elemento de construcción. Por otro lado, miles de ha se han secado para usarlas como tierra de regadío y plantar arroz y caña de azúcar. Por ley, los humedales deberían tener una zona tampón, amortiguación o buffer de 50 m que es de uso público y no apta para la agricultura. Un proyecto llamado Agro Action Rwanda propone un modelo en el que 70 ha de humedales corresponden a 700 granjeros.
Ruanda corresponde a dos cuencas hidrográficas, el 67% al Nilo y el 33%, al oeste, al Congo. Un inventario de 2008 identificaba 860 zonas húmedas que cubrían un total de 278.536 ha (2.785 km²), el 10,6% de la superficie del país, de los que en 2018 había bajo protección 56.120 ha. Además, en el país se han contabilizado 101 lagos (Kivu, Bulera, Ruhondo, Muhazi, Cyohoha, Sake, Kilimbi, Mirayi, Rumira, Kidogo, Mugesera, Nasho, Mpanga, Ihema, Mihindi, Rwampanga, Bisoke, etc.) que cubren 149.487 ha y 861 ríos (Akagera, Akanyaru, Base, Kagitumba, Mukungwa, Muvumba, Nyabarongo y Ruvubu en la cuenca del Nilo, y Koko, Rubyiro, Ruhwa, Rusizi y Sebeya en la del Congo), que totalizan 6.462 km de longitud.
Un estudio de 2018 muestra que la producción de arroz se ha elevado desde las 60.800 toneladas de 2008 a las 204.110 toneladas en 2018, atendiendo a las necesidades de la población, con la consiguiente amenaza a los humedales.
- Sitio Ramsar de Rugezi-Burera-Ruhondo, 01°28′S 29°53′E, 6736 hectáreas. Los humedales de Rugezi se encuentran en un valle inundado cerca del norte de Ruanda en la frontera con Uganda a una altitud de 2.050 m. Los pantanos alimentan los lagos Burera y Ruhondo.[15]

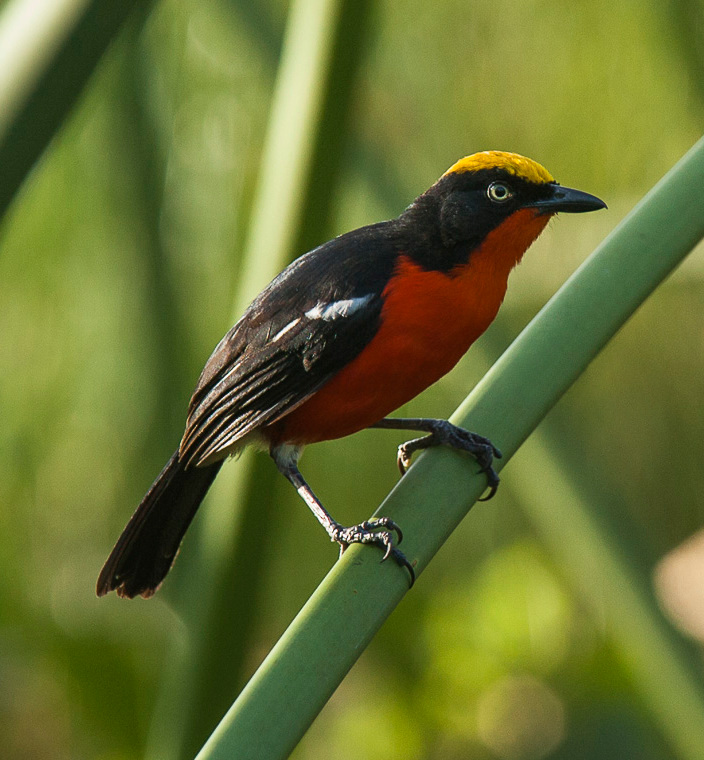
Bubú de los pantanos, un habitual de los humedales del centro de África.

- Humedales del Akanyaru, 300 km², a lo largo del río Akanyaru en el sur de Ruanda, al nordeste de Butare, en la frontera con Burundi y cerca de la Reserva natural del lago Rwihinda en Burundi, aunque solo está portegidos unps 153 km². Está considerada también zona de interés para las aves por BirdLife International.[16] El río Akanyaru es el principal tributario del río Nyabarongo, que nace en las tierras altas occidentales y fluye hacia el este y luego hacia el norte entre Ruanda y Burundi. Las lluvias disminuyen desde la cabecera (1200 mm) hasta los humedales (800 mm) del curso bajo del río, la zona más seca del país. Los humedales forman una franja en torno a los últimos 80 km del río, hasta su desembocadura en el río Nyabarongo, de una achura media de 7 km, entre los 1.465 y los 1.400 m de altitud. En el lado de Burundi, los humedales cubren unos 146 km² a lo largo de 60 km, con pantanos de 6 a 10 km de anchura a lo largo del río y sus tributarios. La vegetación consiste en una variedad de hábitats pantanosos y pantanos de papiro. La vegetación flotante está formada por Pistia stratiotes, Leersia hexandra y Oryza barthii (arroz salvaje) principalmente. hay unas 54 especies de aves acuáticas entre las que se incluyen el bubú de los papiros, el carricero picofino, la garcilla malgache, el aguilucho papialbo, la agachadiza real y el cernícalo primilla.[17]

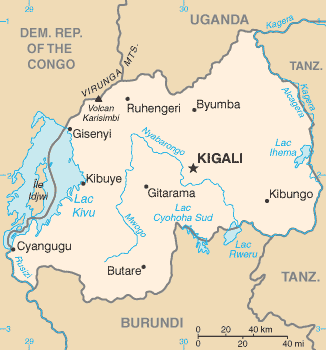
Mapa de Ruanda con el río Nyabarongo

- Humedales del río Nyabarongo, 142,62 km² en el sudeste de Ruanda, al sudeste de Kigali, que incluye pantanos y lagunas de la zona de inundación del río Nyabarongo, que a lo largo de 85 km fluye enteramente en Ruanda, primero hacia el norte, luego hacia el sudeste y finalmente hacia el este, siguiendo la frontera de Burundi hasta el lago Rweru. Luego sigue por la frontera con Tanzania hasta unirse al río Rurubu, donde ambos forman el río Kagera. Los huemdales se forman cuando se le une el río Akanyaru y se forma un complejo de lagos y humedales en dirección sudeste de unos 35 km de anchura. La vegetación está formada principalmente por Cladium y Typha, Cyperus latifolius, Cyperus papyrus y Echninochloa pyramidalis, con unas precipitaciones de entre 950 y 1100 mm.[18] El lugar es de interés para las aves según BirdLife International, que cataloga unas 50 especies, entre ellas la garcilla malgache y el aguilucho papialbo.[19]

## Zonas de interés para las aves
BirdLife International ha catalogado 636 especies de aves en Ruanda, de las que 524 son terrestres, 177 son migratorias, 1 es endémica (la lechuza del Congo), 7 son marinas y 112 son acuáticas. De estas, 22 son especies amenazadas. En Ruanda, además, hay 7 IBAs, áreas de importancia para las aves y la biodiversidad que cubren 2.664 km². estas son: el Parque nacional de Akagera, los humedales de Akanyaru, el bosque de Cyamudongo, los humedales de Nyabarongo, el Parque nacional de Nyungwe, los pantanos del Rugezi y el Parque nacional de los Volcanes.
- Bosque de Cyamudongo, 410 ha de un bosque relicto en el extremo sudoeste del país, cerca de la frontera con la RDC. Históricamente, estaba conectado con el bosque de Nyungwe, pero su vegetación es más densa, con especies como Chrysophyllum gorungosanum, Croton spp., Newtonia buchananii, Alangium chinense y Leptonychia melanocarpa. En cuanto a las aves, posee especies propias de los bosques del rift Albertino, como el apalis de Moreau y el turaco de Ross, que no se encuentran en Nyungwe. Se puede encontrar chimpancé común y el lugar es conocido por su variedad de mariposas.[21]